# Croton sumatranus
Croton sumatranus là một loài thực vật có hoa trong họ Đại kích. Loài này được Miq. mô tả khoa học đầu tiên năm 1859.